# 昆迪奇
昆迪奇（義大利語：Quindici），是意大利阿韦利诺省的一个市镇。总面积23平方公里，人口2447人，人口密度106.4人/平方公里（2009年）。ISTAT代码为064077。